# Dippach (Werra-Suhl-Tal)
Dippach ist ein Ortsteil der Stadt Werra-Suhl-Tal im Wartburgkreis in Thüringen.

## Geografie
Dippach befindet sich etwa drei Kilometer südwestlich des Ortsteils Berka/Werra, etwa sieben Kilometer südlich von Gerstungen und vier Kilometer nordöstlich von Heringen (Werra). Naturräumlich liegt Dippach im mittleren Werratal am Rande des Richelsdorfer Gebirges, einem Teilgebiet des südlichen Werraberglandes. Die Ortslage erstreckt sich auf dem rechten, östlichen Ufer der Werra. Höchster Punkt der Gemarkung ist der Auelsberg (346,8 m ü. NN), die Ortslage selbst liegt zwischen 210 und 240 m ü. NN. Im Osten führt ein schmales Seitental hinüber in Richtung Abteroda, der Langenberg verbirgt den Blick nach Gasteroda und dem nahen Frauenseer Forst. Südwestlich des Ortes befindet sich auf Heringer Gebiet der Monte Kali, eine weit im Umkreis erkennbare Landmarke.

### Nachbarorte
Der Ort grenzt im Süden an die hessische Stadt Heringen (Werra) mit deren Stadtteil Leimbach, es folgen die thüringischen Orte Dankmarshausen im Osten, Berka/Werra und Gospenroda sowie Abteroda im Osten und Vitzeroda mit der Kleinsiedlung Gasteroda im Süden.

### Geologie und Bodenschätze
Dippach liegt am Rand des Berka-Gerstunger Beckens. Dieses weite Becken ist rings von Höhenzügen umgeben: im Südwesten der Seulingswald, im Süden die Ausläufer der Vorderrhön, im Osten die Ausläufer des Thüringer Waldes und im Norden das Richelsdorfer Gebirge. Geologisch betrachtet liegt der Ort in der geologischen Formation Trias, dem mittleren Buntsandstein. Unter Tage befinden sich beträchtliche Kalisalzlagerstätten des Werra-Kalireviers. Oberirdisch wurden in der Gemarkung Sandstein und Kies abgebaut.

## Geschichte
Dippach wurde am 26. Mai 1266 in einer Urkunde des benachbarten Klosters Frauensee erwähnt; dies ist bisher der älteste schriftliche Nachweis des Ortes.
Günstige Plätze in der Gemarkung wurden bereits in ur- und frühgeschichtlicher Zeit besiedelt. Akteneinträge hierzu finden sich im Gerstunger Museum. Zudem fanden sich beim Kiesabbau in der Werraaue zahlreiche Fossilien. Schon im Mittelalter entstand nahe dem Ort die heutige Wüstung Igelsdorf, ein weiterer Siedlungsplatz an der Werra. Östlich der Gemeinde führt eine Altstraße im Abschnitt von Berka/Werra nach Vacha vorbei – die als „Napoleonstraße“ bezeichnete „Hohe Straße“.
Der Ort Dippach wurde als Lehen vergeben. Das im Ort befindliche Schloss und dessen Vorgängerbau wechselte mehrfach die Besitzer.
1226 gehörte der Ort zum Besitz der Ritter von Heisenbach, später den Herren von Linsingen. Zwischen 1660 und 1715 erwarb es ein Zweig der Familie von Boyneburg. Der Ort gehörte da noch zum Amt Hausbreitenbach, welches gemeinschaftlich von der Landgrafschaft Hessen-Kassel und dem Herzogtum Sachsen-Eisenach verwaltet wurde. 1733 wurde Dippach dem hessischen Amt Friedewald angegliedert, nachdem der Landgraf Friedrich von Hessen seine Ansprüche auf das Amt Hausbreitenbach fallen ließ und dafür aus demselben u. a. den Ort erhielt.
Infolge des Wiener Kongresses gelangte Dippach im Jahr 1816 an das Großherzogtum Sachsen-Weimar-Eisenach. Nachfolgebauten des Ritterguts der Vultejus bestehen noch heute.
Im Zweiten Weltkrieg wurde Dippach Ziel eines US-Luftangriffs, der am 4. Dezember 1944 gegen 13:00 Uhr mehr als 20 Todesopfer forderte. Mehrere Gebäude wurden zerstört.
Im Rahmen der Gebietsreform in Thüringen einigten sich die Kommunen Großensee, Dankmarshausen, Dippach und Berka/Werra, beim Freistaat Thüringen einen Antrag auf eine Fusion zur Stadt Werra-Suhl-Tal zum 1. Januar 2019 zu stellen und die Verwaltungsgemeinschaft Berka/Werra aufzulösen. Die Thüringer Landesregierung nahm das Vorhaben in das Zweite Gesetz zur freiwilligen Neugliederung kreisangehöriger Gemeinden auf, das am 13. Dezember 2018 vom Thüringer Landtag verabschiedet wurde und zum Jahreswechsel 2018/19 in Kraft trat.

## Politik

### Ehemaliger Gemeinderat
Der Gemeinderat aus Dippach setzte sich zuletzt aus 12 Ratsfrauen und Ratsherren zusammen.
- SPD: 5 Sitze
- Die Linke / Offene Liste: 7 Sitze

(Stand: Kommunalwahl am 25. Mai 2014)

### Ehemalige Bürgermeister
Der ehrenamtliche Bürgermeister Hans-Jochen Hohmann (SPD) wurde am 6. Juni 2010 wiedergewählt.
Im Juni 2016 wurde Harald Gebhardt (Die LINKE-Offene Liste) zum Bürgermeister der Gemeinde gewählt. Seit 2022 führt Marion Schwan (Parteilos) das Amt.

## Ehrenbürger
- Helmut Zinke (geb. 1930 in Dippach, gest. 2020): Sprengmeister, Leiter des Munitionsbergungsbetriebes Erfurt, 800 persönliche Bombenentschärfungen. Ehrenbürgerschaft von Dippach 1966.

## Sehenswürdigkeiten
Dippach verfügt in der historischen Ortslage über einen reichen Bestand an Baudenkmalen – insbesondere Fachwerkhäuser aus dem 17. und 18. Jahrhundert. Bemerkenswert ist hierbei das breite Spektrum an vorgefundenem Zierrat der Hölzer. Zahlreiche Details, wie das barocke Portal eines Hauses am Schlossplatz belegen den hohen Entwicklungsstand der einheimischen Zimmermannskunst.
Das heute als Kindertagesstätte genutzte Schloss Dippach befindet sich im östlichen Teil der Ortslage.
Eine ungewöhnliche Form besitzt die kleine Gotik gotische Dorfkirche St. Katharina mit ihren Anbauten am Westportal. Sie befindet sich ebenfalls am Schlossplatz. Die Kirche birgt eine Orgel aus der Werkstatt von Friedrich Wilhelm Holland, die im Jahre 2006 von Orgelbau Waltershausen restauriert wurde.
Außerhalb der Ortslage finden sich noch mehrere historische Grenzsteine mit Wappendarstellungen aus dem 17. und 18. Jahrhundert. Am Rande der Gemarkung, etwa 2,5 Kilometer südwestlich der Ortslage, befand sich am Abterodaer Weg die als technisches Denkmal ausgewiesene Schachtanlage Abteroda.

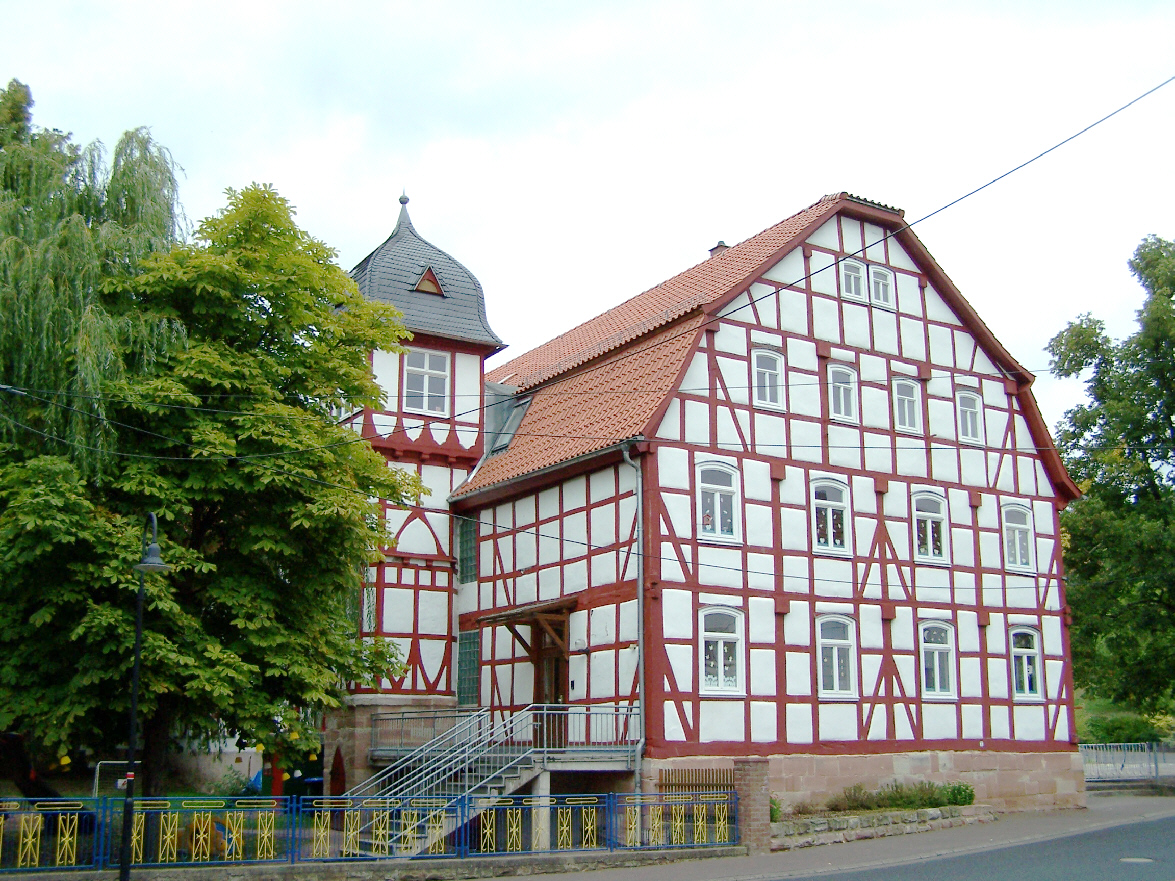
Schloss
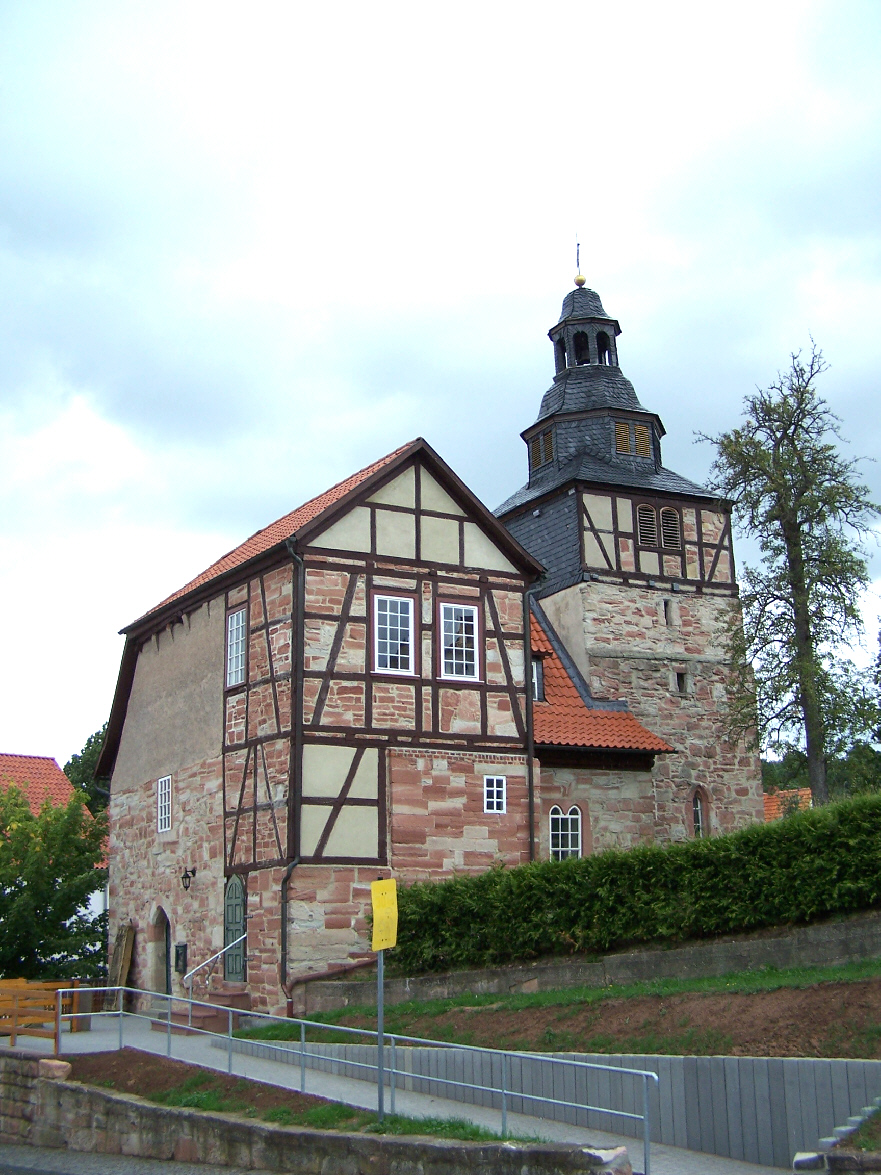
Kirche
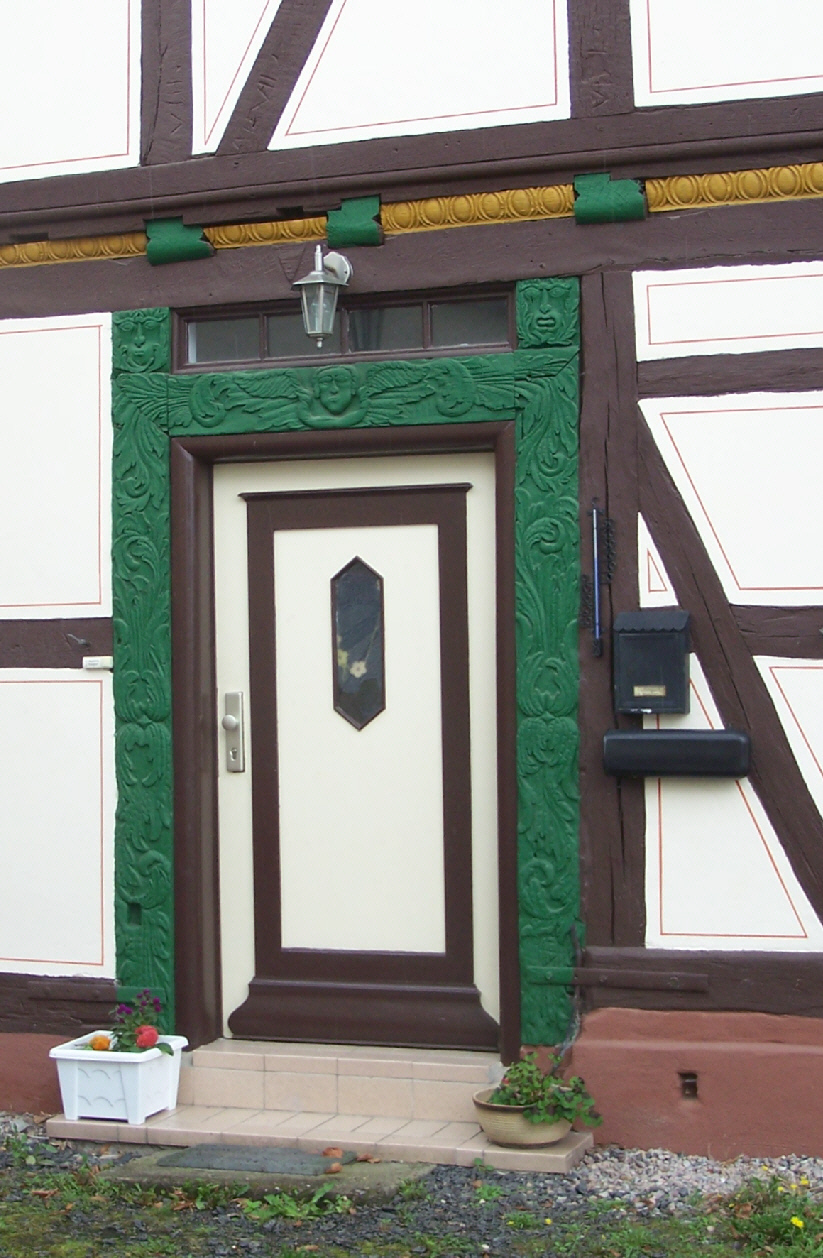
Portal eines Fachwerkhauses am Schlossplatz
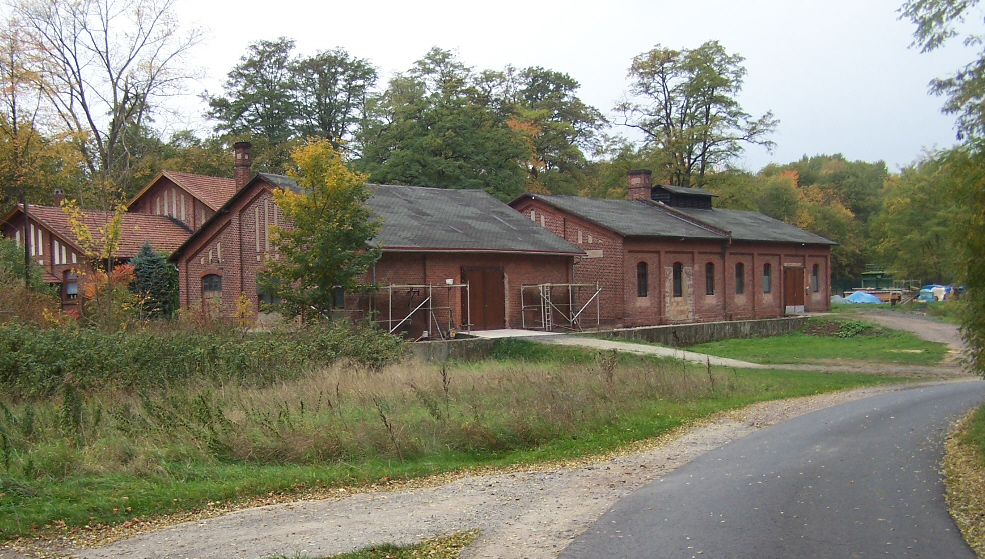
Schachtanlage Abteroda

## Wirtschaft und Infrastruktur

### Bergbau und Industrie
Mit enormem Aufwand wurden um 1900 die Kalisalzlagerstätten bei Abteroda und Dippach als Werk Alexandershall angefahren, die Schachtanlage von Abteroda, zum Teil in Dippacher Gemarkung befindlich, wurde bereits 1922 aufgegeben, aber zunächst nicht rückgebaut, deshalb wurde sie als eines der ersten technischen Denkmale im Bundesland Thüringen als Bergbau- und Industriedenkmal unter Schutz gestellt. Dennoch wurde die Schachtanlage Abteroda 2005 weitgehend abgerissen. Lediglich einige Nebengebäude sind erhalten geblieben.
Die Dippacher Schachtanlage an der Straße nach Berka/Werra wurde in den 1960er Jahren stillgelegt, die übertägigen Förderanlagen und die Brücken und Bahnanlagen wurden demontiert, Gebäude umgenutzt. Auf der Industriebrache wurden neue Betriebe angesiedelt. 1990 wurde die Außenfertigungsstelle des VEB Elektrotechnik Eisenach in Dippach von der Firma TechniSat übernommen. Aus der VEB Außenfertigungsstelle Dippach wurde die TechniSat Elektronik Thüringen GmbH. Es war das erste Unternehmen, das nach der Übernahme von der Treuhandanstalt privat saniert wurde. Nach strukturellen Veränderungen im Mutterunternehmen wurde der Dippacher Betriebsteil zur neu gegründeten Tochterfirma Preh Car Connect Thüringen GmbH zugeteilt, es werden in Dippach Autoradios und Elektronik für die Automobilindustrie gefertigt.

### Verkehr
Die nächstgelegene Anschlussstelle 36 der A 4 befindet sich in fünf Kilometern Entfernung in Gerstungen. Ein  Abschnitt der Thüringer Bahn Eisenach–Bebra wartet mit den nahen Haltepunkten in Gerstungen, Obersuhl, Bosserode und Hönebach auf. Diese Bahnstrecke wurde vor dem Zweiten Weltkrieg im Abschnitt Bebra–Gerstungen um zahlreiche Gleisanschlüsse für die im Werratal befindlichen Kaliförderschächte erweitert. Auch Dippach und die Schachtanlage Abteroda erhielten so einen Gleisanschluss, davon sind noch Schüttdämme im Gelände um Dippach nachweisbar.
Nach Dippach verkehren folgende Buslinien der Verkehrsgesellschaft Wartburgkreis mbH
| Linie | Fahrstrecke                                                         |
| ----- | ------------------------------------------------------------------- |
| L-52  | Eisenach – Marksuhl – Dippach – Dankmarshausen – Großensee          |
| L-61  | Bad Salzungen – Dorndorf – Berka/Werra – Dippach – Dankmarshausen   |
| L-65  | Gerstungen – Berka/Werra – Dippach – Dankmarshausen – Großensee     |
| L-68  | Gerstungen – Obersuhl – Dankmarshausen – Dippach – Heringen (Werra) |